# Štuti
Štuti is een plaats in de gemeente Višnjan in de Kroatische provincie Istrië. De plaats telt 48 inwoners (2001).